# Хессе, Юдит
Юдит Хессе-Даннауэр (нем. Judith Hesse-Dannhauer) — немецкая конькобежка. Участница зимних Олимпийских игр 2006, 2010, 2014 и 2018 годов.

## Биография
Юдит Хессе начала кататься на коньках в школе в Эрфурте, а в 12 лет занялась конькобежным спортом. Выступала за клуб "ESC Erfurt".
В 2002 году заняла 3-е место на чемпионате мира среди юниоров по сумме многоборья и побила мировой рекорд на дистанции 1000 метров. Дебютировала в Кубке мира в 2003 году. На Олимпийских играх 2006 года в Турине заняла 19-е место на 500 м и 22-е на 1000 м. В том же году на чемпионате мира в спринтерском многоборье в Херенвене заняла 17-е место в общей классификации.
Наибольшего успеха добивалась на дистанции 100 метров, когда она проводилась в рамках Кубка мира, выиграла один этап и завоевала несколько вторых и третьих мест на различных этапах. 
На Олимпийских играх 2010 года в Ванкувере заняла 28-е место на 500 м. На чемпионате Германии Юдит заняла 2-е место в беге на 500 м и 3-е на 1000 м. В декабре выиграла "бронзу" на этапе Кубка мира в Чанчуне. На чемпионате мира в Херенвене  в 2011 году заняла 11-е место в многоборье, а на чемпионате мира на отдельных дистанциях в Инцелле заняла 4-е место на дистанции 500 м.
В 2012 и 2013 году она поднималась на 14-е и 15-е места на спринтерских чемпионатах мира. На Национальном чемпионате первенствовала на обеих спринтерских дистанциях 500 и 1000 м. В 2014 году на Олимпийских играх в Сочи 11 февраля на дистанции 500 м Хессе была дисквалифицирована за 2 фальстарта в забеге с японкой Мияко Сумиеси, а 13 февраля на дистанции 1000 м заняла 11-е место. 7 марта заняла 2-е место на этапе Кубка мира в Инцелле в забеге на 500 м.
В конце 2014 года вновь стала чемпионкой Германии на отдельных дистанциях на 500 и 1000 м. 1 марта 2015 года Хессе заняла 10-е место в многоборье на спринтерском чемпионате мира в Астане и заняла 4-е место в общем зачёте Кубка мира на дистанции 500 м сезона 2014/15. Она пропустила сезон 2015/16 после рождения сына Артура. В сезоне 2016/17 стала чемпионкой Германии в спринтерском многоборье и на чемпионате мира в спринте в Калгари заняла 21-е место.
В октябре 2017 года она заняла 1-е места на дистанциях 500 и 1000 м на чемпионате Германии, а в феврале на своих четвёртых зимних Олимпийских играх в Пхёнчхане 16-е место в забеге на 500 м и 26-е в беге на 1000 м. В апреле 2018 года она завершила карьеру конькобежца.

## Личная жизнь
Юдит Хессе вышла замуж за Нормана Даннауэра, бывшего бобслеиста немецкой сборной и тренера юниорской команды. В 2015 году у них родился сын Артур. Она сотрудник государственной полиции Тюрингии.